# Eriocaulon plumale
Eriocaulon plumale är en gräsväxtart som beskrevs av Nicholas Edward Brown. Eriocaulon plumale ingår i släktet Eriocaulon och familjen Eriocaulaceae.

## Underarter
Arten delas in i följande underarter:
- E. p. jaegeri
- E. p. kindiae
- E. p. plumale